# Cerithium lutosum
Cerithium lutosum is een slakkensoort uit de familie van de Cerithiidae. De wetenschappelijke naam van de soort is voor het eerst geldig gepubliceerd in 1828 door Menke.